# Hermotimus cornutus
Espèce
Hermotimus cornutus est une espèce d'araignées aranéomorphes de la famille des Salticidae.

## Distribution
Cette espèce est endémique du district de Bundibugyo en Ouganda,. Elle se rencontre vers Semliki.

## Description
La carapace des mâles mesure de 2,5 à 3,7 mm de long sur de 2,1 à 3,0 mm et l'abdomen de 2,9 à 4,2 mm de long sur de 1,9 à 2,4 mm et la carapace de la femelle paratype 3,0 mm de long sur 2,0 mm et l'abdomen 3,4 mm de long sur 2,2 mm.

## Systématique et taxinomie
Cette espèce a été décrite par Wiśniewski et Wesołowska en 2024.

## Publication originale
- Wiśniewski & Wesołowska, 2024 : « Jumping spiders (Salticidae) of Uganda – revised list, new species and distributional data. » European Journal of Taxonomy, vol. 952, p. 1-171 (texte intégral).